# Кан-Пікафорт
Кан-Пікафорт (ісп. Ca'n Picafort) — туристичне місце у затоці Алькудія, що належить до муніципалітету Санта-Маргарита, у північній частині Балеарського острову Майорка, Іспанія.